# Musique et informatique
 (juillet 2021).
Si vous disposez d'ouvrages ou d'articles de référence ou si vous connaissez des sites web de qualité traitant du thème abordé ici, merci de compléter l'article en donnant les références utiles à sa vérifiabilité et en les liant à la section « Notes et références ».

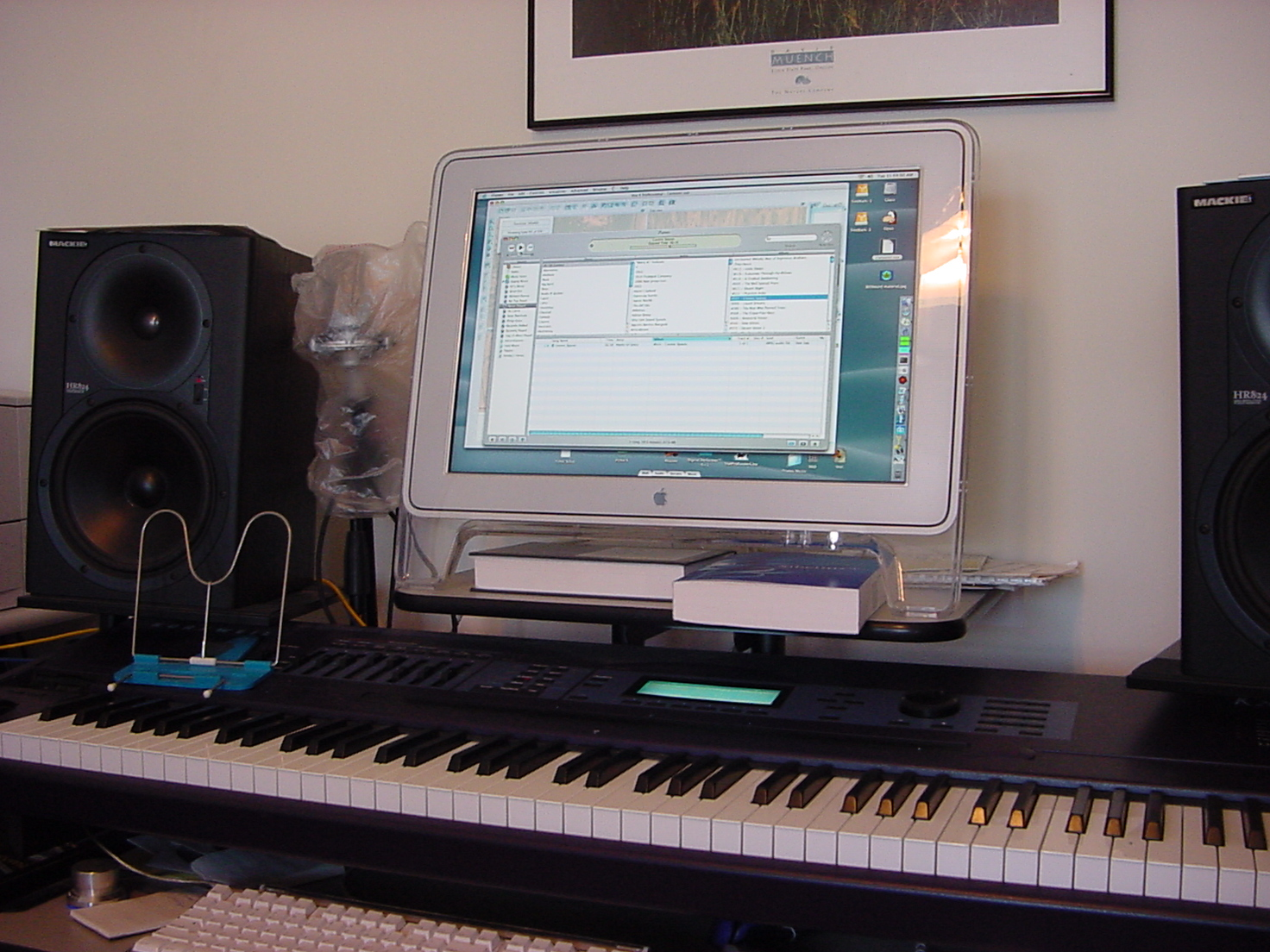
Clavier Kurzweil K2600 couplé à un ordinateur Macintosh G4 (2004).

La musique et l'informatique sont désormais liées dans tous les domaines, de la création à la notation musicale en passant par toutes les étapes de transformation du son, instrument modifié en temps réel, montage et gravure de disques. 

## Création musicale assistée par ordinateur
Trois formes de création musicale se sont servies de l'ordinateur. La première, appelée composition assistée par ordinateur (CAO), a tenté de faire « calculer » à l'ordinateur les notes de la partition pour les faire jouer par la suite par des instruments traditionnels. La première œuvre en la matière fut celle d'Hiller et Isaacson en 1957, quatuor à cordes dit « Illiac Suite ».
La deuxième forme de création musicale, plus tournée vers l'interactif, a utilisé les éléments de la synthèse sonore pour, dans un premier temps, se servir des nouvelles sonorités ainsi conçues, et dans un deuxième temps les faire interagir avec les instruments traditionnels.
La troisième forme de création musicale appelée « Composition Musicale par Ordinateur » est plus récente. Elle permet la création de logiciels générant, en toute cohérence harmonique et rythmique, une multitude de compositions totalement automatisée dans le style musical désiré.
L'article informatique musicale développe l'histoire de ces trois formes de création musicale, et expose les nouveaux outils que l'informatique a forgés. Ce descriptif montre l'évolution de leur utilisation vers ce qui tend à être appelé aujourd'hui :
- MAO pour « Musique assistée par ordinateur ».
- CAO, pour « Conception Assistée par Ordinateur ».
- CMO, pour « Composition musicale par ordinateur » ou création de logiciels-compositeurs autonomes.

## Composition musicale par ordinateur
En 2011, sans assistance humaine, et doté d'un logiciel appliquant les règles de l'harmonie et du contrepoint ainsi que de nouvelles règles harmoniques découvertes par René-Louis Baron, un ordinateur compose une multitude de musiques orchestrées dites "cohérentes" c'est-à-dire "agréables à l'oreille". Plusieurs milliers de paramètres musicaux sont ainsi valorisés de façon arbitraire ou aléatoire pendant le temps de la composition musicale automatique c'est-à-dire quelques centièmes de seconde selon la richesse de l'orchestration. Cette connaissance identitaire permet, à l'aide d'une interface "homme-machine", de modifier la valeur de nombreux paramètres pendant l'écoute de l'œuvre donc en temps réel et en toute cohérence musicale. Ces changements de valeurs induisent ce que l'inventeur dénomme le « Morphing Musical » qui peut s'apparenter à une MAO évoluée et, selon la destination du logiciel, à un nouveau concept d'instrument musical. La composition musicale première peut ainsi être recomposée voire "décomposée" selon les contraintes imposées par le logiciel.

## Notation musicale
Avec le développement de la micro-informatique, la possibilité d'écrire des partitions a connu un fort développement. Les opérations complexes nécessaires à la construction des signes musicaux est en effet hors de portée d'une simple machine à écrire et l'activité de la gravure musicale a donc été longtemps du seul ressort des professionnels. Des logiciels (voir la section Logiciels de création musicale ; Édition de partitions) ont été développés pour permettre à tout musicien de créer lui-même des partitions avec la possibilité non seulement de produire des partitions parfaitement lisibles, mais aussi de transformer, corriger, améliorer sans devoir pour autant récrire l'ensemble de la partition.
Parmi les logiciels les plus utilisés, on peut citer Sibelius, Finale ou Berlioz pour les logiciels propriétaires ou LilyPond, Frescobaldi, MuseScore et ceux utilisant le système de notation ABC pour les logiciels libres. Par ailleurs, le formateur LaTeX a des extensions (comme MusiXTeX) pour éditer des partitions.

## Transformation du son en temps réel
La progression exponentielle de la capacité de calcul des ordinateurs et de la miniaturisation des composantes, ont amélioré le rapport des compositeurs à ce nouvel outil. Certains compositeurs de la deuxième moitié du XXe siècle ont pu utiliser l'informatique pour introduire une interaction en temps réel avec un musicien interprète ; les premiers essais avec bande magnétique, contraignant l'interprète à suivre rigoureusement la bande, ont conduit les chercheurs, notamment à l'IRCAM et à l'ACROE (Grenoble), à élaborer des logiciels capables de réagir en temps réel à l'interprétation du musicien (par exemple les logiciels Pure Data et MAX de Miller Puckette). Ils utilisent des capteurs installés sur les touches d'un piano ou sur les clefs d'une flûte traversière pour mesurer des paramètres musicaux, tel la hauteur, la durée de la note, et des paramètres physiques, tel l'enfoncement de la touche ou la vélocité.

## Montage, travail sur le son en studio

### Montage
Dans tous les enregistrements de musiques, le travail de montage autrefois effectué en coupant physiquement le support d'enregistrement (bande magnétique) est maintenant réalisé grâce à l'ordinateur : celui-ci permet un montage virtuel et non destructif, c'est-à-dire que l'enregistrement initial n'est pas modifié ; des copies sont montées pour arriver jusqu'à la version définitive, celle qui sera gravée sur le support choisi (CD, DVD, etc.). Cette évolution importante peut être poursuivie par le traitement numérique qui permet de transformer l'enregistrement initial en jouant sur la vitesse d'exécution, la hauteur des sons, en insérant une note ou un timbre récupéré d'une autre session d'enregistrement, etc.

## Logiciels de création musicale

### Séquenceurs
- Aria Maestosa
- Ableton Live
- Ardour (logiciel libre)
- BRELS MIDI Editor (GNU/GPL)
- Cakewalk by Bandlab
- Cubase
- Digital Performer by MOTU (utilisé également dans le milieu professionnel)
- Fruity Loops ou FL Studio
- LMMS (Logiciel libre multiplateforme)
- Logic Studio (utilisé sur Mac)
- MusE (Logiciel libre multiplateforme)
- Pro Tools (très utilisé dans le milieu professionnel)
- Reaktor
- Reaper
- Reason
- Renoise
- Rosegarden : éditeur de partition et séquenceur MIDI sous Linux (logiciel libre)
- Sensomusic Usine: modulaire et dédié au live, permet de créer ses propres interface en multitouch.
- Tracktion (Mackie)

### Programmation
- Nyquist : langage de programmation pour la synthèse, l'analyse et l'enregistrement des sons.
- Pure Data : programmation graphique pour la création musicale en temps-réel.
- Max/Msp : programmation graphique propriétaire pour la création musicale en temps-réel.
- Csound : langage de programmation pour la création sonore, ainsi que son compilateur sonore.
- FAUST (langage) langage de programmation dédié purement fonctionnel, conçu pour les applications de traitement du signal audio sous différentes formes comme les bibliothèques logicielles, les plugins audio ou les logiciels.
- OpenMusic :  environnement de programmation graphique consacré à la composition musicale